# Дусамареб
Дусамареб (араб. طوس مريب, сом. Dhuusamareeb, італ. Dusa Mareb, також Дуса-Мареб, Дхуса-Мареб) - місто в центральній частині Сомалі. Адміністративний центр сомалійської провінції Галгудуд, центр однойменного району Дусамареб

## Клімат
Місто знаходиться у зоні, котра характеризується кліматом тропічних пустель. Найтепліший місяць — квітень із середньою температурою 29.3 °C (84.7 °F). Найхолодніший місяць — грудень, із середньою температурою 26.6 °С (79.9 °F).
| Клімат Дусамареба       | Клімат Дусамареба | Клімат Дусамареба | Клімат Дусамареба | Клімат Дусамареба | Клімат Дусамареба | Клімат Дусамареба | Клімат Дусамареба | Клімат Дусамареба | Клімат Дусамареба | Клімат Дусамареба | Клімат Дусамареба | Клімат Дусамареба | Клімат Дусамареба |
| Показник                | Січ.              | Лют.              | Бер.              | Квіт.             | Трав.             | Черв.             | Лип.              | Серп.             | Вер.              | Жовт.             | Лист.             | Груд.             | Рік               |
| Середня температура, °C | 26,7              | 27,5              | 28,7              | 29,3              | 28,8              | 28,1              | 27,4              | 27,4              | 28,2              | 27,9              | 27,1              | 26,6              | 27,8              |
| Норма опадів, мм        | 1.1               | 0.7               | 6.3               | 51.8              | 57.4              | 4.1               | 0.4               | 0.4               | 5.6               | 56.7              | 25.3              | 5.3               | 215.1             |
| Днів з опадами          | 0,4               | 0,4               | 1                 | 4,3               | 5,1               | 7,9               | 8                 | 3,7               | 4,4               | 3,3               | 2,7               | 1,6               | 42,8              |
| Вологість повітря, %    | 60.6              | 67.8              | 69.1              | 75.3              | 74.6              | 67.9              | 63.2              | 62.7              | 67.6              | 71.8              | 73                | 71.2              | 68.7              |
| ----------------------- | ----------------- | ----------------- | ----------------- | ----------------- | ----------------- | ----------------- | ----------------- | ----------------- | ----------------- | ----------------- | ----------------- | ----------------- | ----------------- |
| Джерело: Weatherbase    |                   |                   |                   |                   |                   |                   |                   |                   |                   |                   |                   |                   |                   |

## Населення
За оцінками 2000 року населення міста становило 10 500 чоловік.  Населення всього району становило 91 260 осіб.  У місті переважає сомалійський клан Айр (Cair), який входить в клан Хабар Гідір.

## Політична ситуація
З 24 квітня 2011 року місто перебуває під контролем угруповання Ахлу-Сунна валь-Джамаа, яке є союзником  Перехідного федерального уряду Сомалі. Місто було відбите від Харакат аш-Шабабу .
Проте повідомляється про військове протистояння між урядовими військами і Ахлу-Сунна валь-Джамаа в кінці 2014 року через розбіжності, що стосуються статусу Галгудуд та заняття Дусамареб урядовими військами. 

## Освіта
У місті є університет неповного навчання. 

## Відомі люди
- Абді Фарах Ширдон[en] - колишній прем'єр-міністр Сомалі.